# 南モンゴル民主連盟

南モンゴル

南モンゴル民主連盟（みなみモンゴルみんしゅれんめい、英語 Southern Mongolian Democratic Alliance）は中華人民共和国内モンゴル自治区で1995年に南モンゴルを植民地支配下に置いている中国からの分離独立を目指すことを目的にモンゴル人によって設立された組織。現在、代表のハダが中国政府に連れ去られ行方不明となっている。